# Eugène Atget

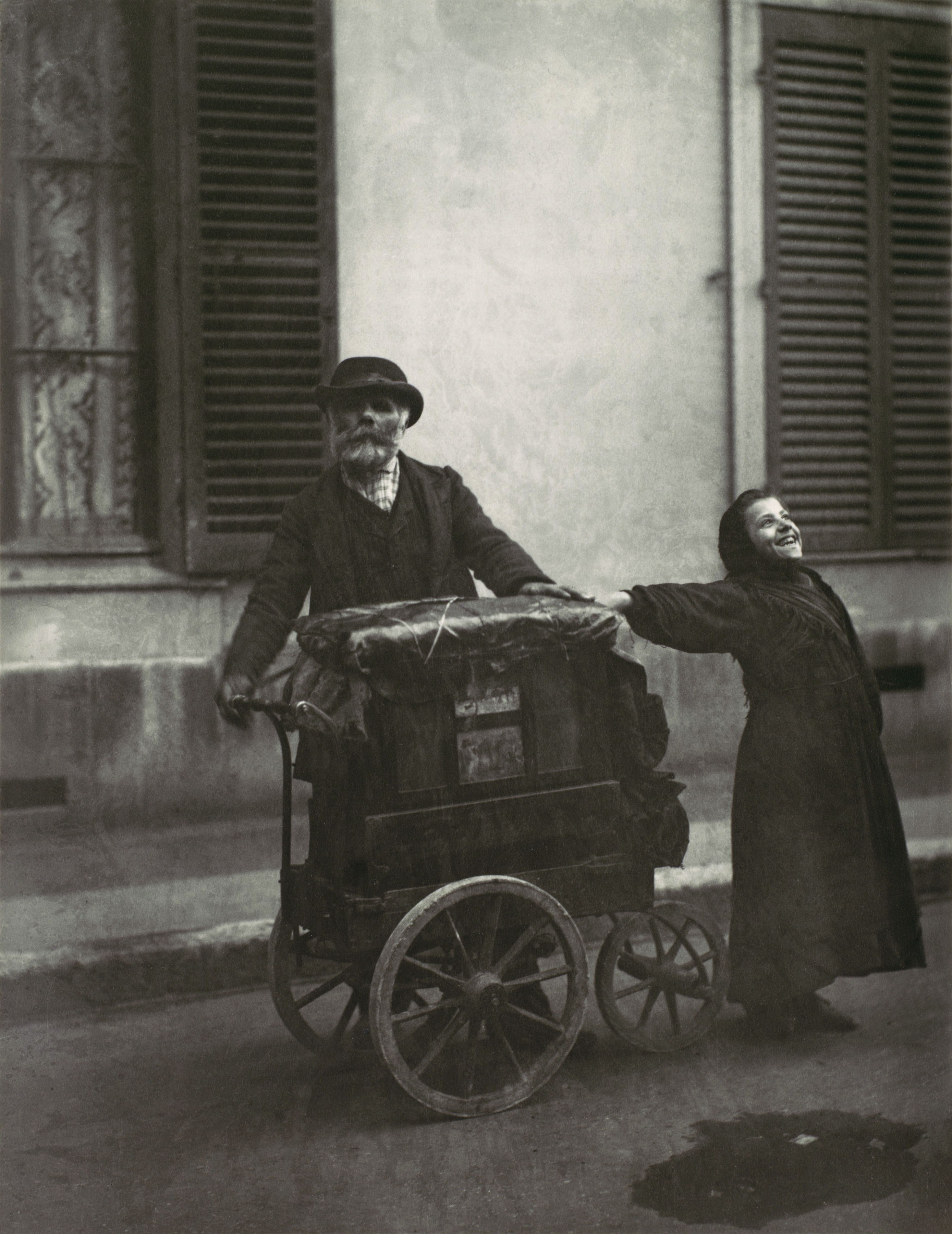
Organista de carrer, fotografia d'Atget de 1898.

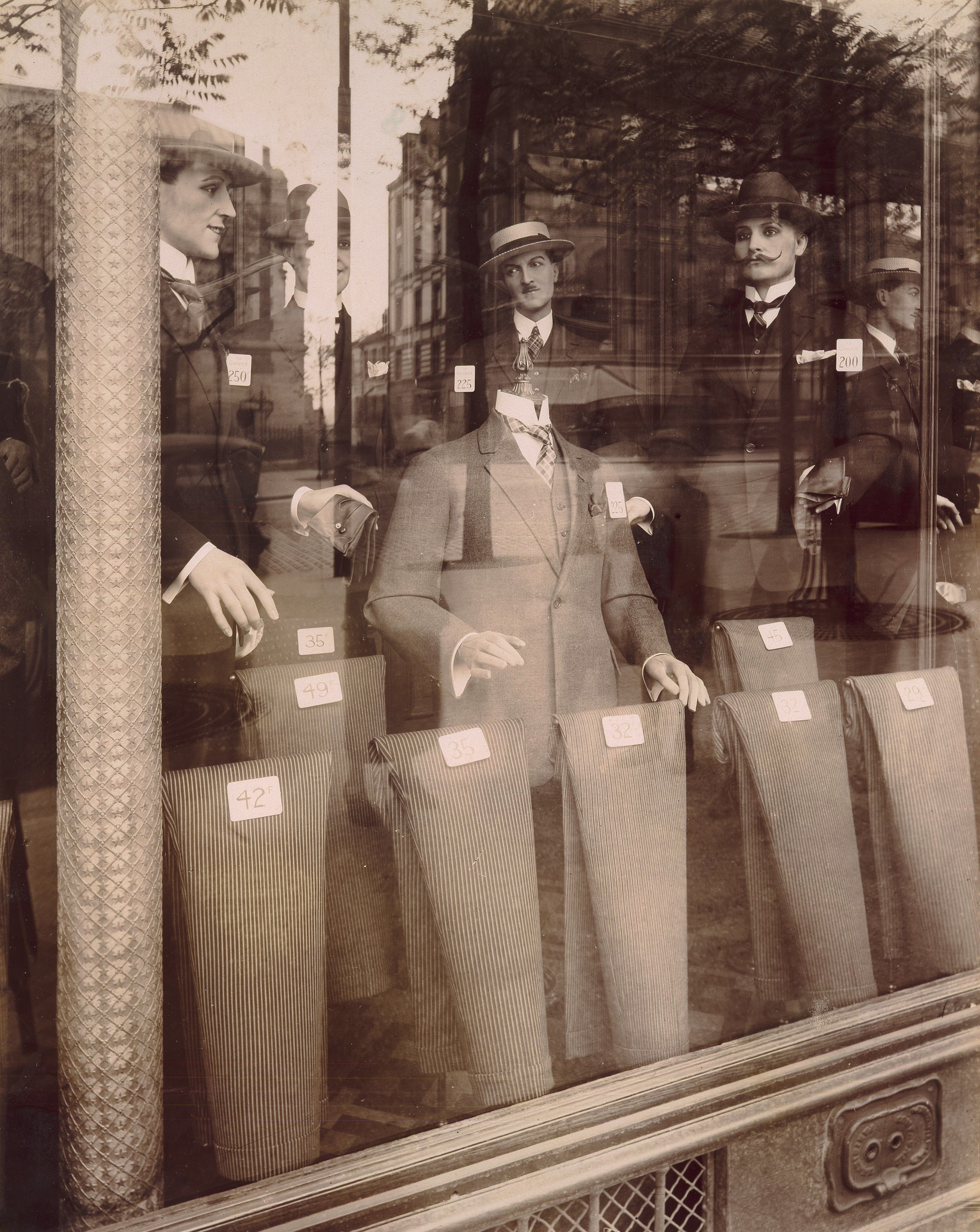
Avenue des gobelins, datada el 1927.

Eugène Atget (francès: Jean Atget)  (Liborna, 12 de febrer de 1857 - 14è districte de París, 4 d'agost de 1927) va ser un flâneur francès i un pioner de la fotografia documental, conegut per la seva determinació de documentar tota l'arquitectura i les escenes de carrer de París abans de la seva desaparició fins a la modernització. La majoria de les seves fotografies van ser publicades per primera vegada per Berenice Abbott després de la seva mort. Tot i que va vendre la seva obra a artistes i artesans, i es va convertir en una inspiració per als surrealistes, no va viure per veure l'ampli reconeixement que finalment rebria la seva obra.

## Biografia
Atget va néixer el 12 de febrer de 1857 a Liborna. El seu pare, el constructor de carruatges Jean-Eugène Atget, va morir el 1862, i la seva mare, Clara-Adeline Atget, de soltera Hourlier, va morir poc després; va quedar orfe als set anys. Va ser criat pels seus avis materns a Bordeus i després d'acabar l'educació secundària es va incorporar a la marina mercant.
Atget es va traslladar a París el 1878. Va suspendre l'examen d'accés a la classe d'interpretació, però va ser admès quan va tenir un segon intent. Com que va ser reclutat per al servei militar, només podia assistir a classe a temps parcial, i va ser expulsat de l'escola de teatre.
Encara vivint a París, esdevingué actor amb un grup itinerant, actuant als suburbis de París i les províncies. Va conèixer l'actriu Valentine Delafosse Compagnon, que es va convertir en la seva companya fins a la seva mort. Va deixar d'actuar a causa d'una infecció de les cordes vocals el 1887, es va traslladar a les províncies i es va dedicar a la pintura sense èxit. Quan tenia trenta anys va fer les seves primeres fotografies, d'Amiens i Beauvais, que daten del 1888.
Comprenent la necessitat de documentació dels artistes i grafistes, comença a provar sort amb la fotografia, capturant imatges sistemàticament amb la intenció de posseir un arxiu documental destinat als artistes. Atget s'interessà d'entrada per temes menors: els oficis de París que van desapareixent a l'època, els patis dels edificis de la ciutat, aparadors de botigues (venia les seves fotografies als botiguers a un preu mòdic). Tot això conflueix en el seu projecte de fotografiar la totalitat d'allò artístic o pintoresc de la ciutat. Institucions com la Biblioteca Nacional de França comprenen l'interès documental d'una col·lecció d'aquest tipus i comencen a adquirir les seves fotografies.
El 1899 la parella s'instal·là al 17 bis de la rue Campagne-Première (on tenen lloc les darreres escenes de la pel·lícula À bout de souffle.) Malgrat la seva important clientela d'artistes (Georges Braque, André Derain, Maurice Utrillo, Maurice de Vlaminck, André Dunoyer de Segonzac, Moïse Kisling, Tsugouharu Foujita), la situació econòmica d'Atget romandrà precària, i tots dos viuran de les rendes de la dona. Durant la Primera Guerra Mundial deixa de fotografiar per motius econòmics, i no reprendrà la seva activitat fins als anys de 1920.

## Darrers dies i recepció pòstuma
El 4 d'agost de 1927, poc abans de la seva mort relegat a la misèria, els surrealistes van descobrir i reclamar la seva obra, particularment Man Ray i la seva assistent Berenice Abbott. Gràcies a la publicació d'articles i reculls sobre la seva obra, Abott permet al públic reconèixer la tasca de documentació de l'antic París feta per Atget. Aquell mateix any, el museu de monuments històrics de París va comprar 2.000 de les seves plaques fotogràfiques. Sobre el fotògraf, Abbott escriuria:
El recordarem com un historiador de l'urbanisme, com un veritable romàntic, enamorat de París, com un Balzac de la càmera, l'obra del qual ens permet teixir un vast tapís de la civilització francesa.
La relació entre tots dos ha estat explorada literàriament en la novel·la de Michèle Fabien Atget et Bérénice, de 1987.
L'obra d'Atget interessà particularment al filòsof i crític Walter Benjamin, que comenta i avalua el treball del fotògraf en el seu assaig L'obra d'art a l'època de la seva reproductibilitat tècnica i a la Petita història de la fotografia. En el primer assaig, Benjamin considera el treball realitzat per Atget com un precursor de la categoria estètica del «valor d'exposició».
Al districte XIII de París existeix des de 1978 un carrer amb el seu nom.

## Exposicions
- Rouen vue par Atget, Biblioteca municipal de Rouen, 1979
- Les Hauts-de-Seine en 1900 - 127 photographies d'Eugène Atget , Museu de l'Île-de France, 26 d'abril - 26 de juny 1991.
- Sylvie Aubenas, Guillaume Le Gall, Laure Beaumont-Maillet, Clément Chéroux, et Olivier Lugon, Atget, une rétrospective, Biblioteca Nacional de França, 27 de març - 1 de juliol 2007
- Bonjour Monsieur Atget ! Il y a un siècle, promenade photographique au Pays d'Étampes. Exposició al museu intermunicipal d'Étampes, 15 septembre - 15 décembre 2007
- Eugène Atget - Paris um 1900, Fotomuseum Winterthur/Suisse de març al 25 de juny 2008.
- Atget et Sceaux, entre rêve et réalité du 6 d'octubre de 2008 al 9 de febrer de 2009 a les Écuries
- El viejo Paris, Fundación Mapfre, Madrid, 27 de maig al 27 d'agost de 2011